# Provincia di Luya
La provincia di Luya è una provincia del Perù, situata nella regione di Amazonas.

## Geografia antropica

### Suddivisioni amministrative
È divisa in 23 distretti (comuni)
- Camporredondo
- Cocabamba
- Colcamar
- Conila
- Inguilpata
- Lámud
- Longuita
- Lonya Chico
- Luya
- Luya Viejo
- María
- Ocalli

- Ocumal
- Pisuquía
- Providencia
- San Cristóbal
- San Francisco del Yeso
- San Jerónimo
- San Juan de Lopecancha
- Santa Catalina
- Santo Tomás
- Tingo
- Trita